# Ryūgū-jō

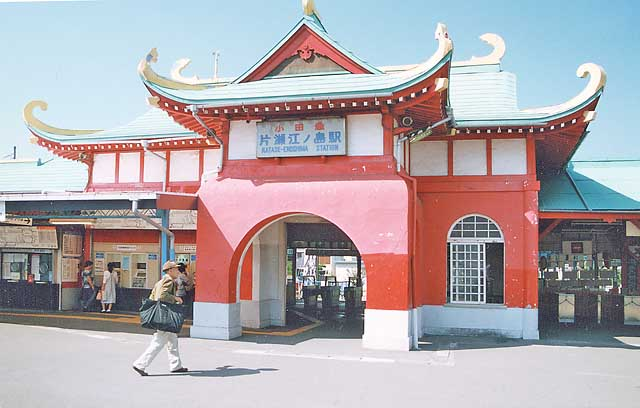
La estación de Katase-Enoshima.

En la mitología japonesa, el Ryūgū-jō (竜宮城/龍宮城) es el palacio submarino de Ryūjin, el dios dragón del mar. Dependiendo de la versión la leyenda, el castillo está construido con corales de color rojo y blanco, o está hecho de sólido cristal. Los residentes del palacio, habitantes del mar, son los sirvientes de Ryūjin. Cada uno de los cuatro costados del castillo es una estación del año y un año transcurrido dentro del castillo equivale a un siglo fuera de él. La leyenda más famosa relacionada con el palacio, es la del joven Urashima Tarō, quien visitó Ryūgū-jō durante tres años, cuando en realidad trascurrieron trescientos años.
La estación Katase-Enoshima de Fujisawa, en la prefectura de Kanagawa, tiene un diseño que evoca al del Ryūgū-jō.